# Bythinella pupoides
Bythinella pupoides é uma espécie de gastrópode da família Hydrobiidae. 
Pode ser encontrada nos seguintes países: França e Suíça. 